# Goku
Son Goku (Kakarotto) je glavni lik u anime seriji Dragon Ball. Poznat po imenima Kakarot, Kakaroto, Zero, Son Gokou/Gokuh.
Kao dijete poslan je na planet Zemlju da je uništi, ali slučajno udara glavu i zaboravlja svoje zapovijedi i gubi okrutnost. Saiyanac je s planeta Vegeta.

## Dragon Ball
U 1.epizodi Dragon Balla zvanoj The Secret of the Dragon Balls desetogodišnji Goku upoznaje Bulmu koja će mu promijeniti život. Zajedno odlaze u potragu za zmajevim kuglama i upoznaju mnoge likove (Yamchu, Puara, Oolonga...) i bore se protiv zlog Pilafa koji želi zavladati svijetom. Nakon toga Goku upozna učitelja Roshija i Krilina i pridružuje se njihovom treningu za turnir koji se u animeu zove Martial Arts Tournament. Goku dolazi sve do finala gdje izgubi protiv Jackiea Chuna (preobučeni učitelj Roshi). Nakon toga kreće u potragu za zmajevim kuglama i nailazi na vojsku Red Ribbon. Sam pobjeđuje vojsku i najjačeg ratnika Taoa. Upoznaje indijance po imenu Bora i njegovog sina Upu. Odlazi trenirati na Korinov toranj i priprema se za sljedeći turnir. Guku je tada imao 15 godina i došao je do finala turnira u kojem se suočio s učenikom učitelja Shina - Tienom Shinhanom koji mu se želi osvetiti za ubojstvo brata učitelja Shina-Taoa. Na kraju Goku izgubi od Tiena samo zato što je prvi pao na travu, tj. sekundu prije Tiena i Tien je proglašen pobjednikom. Tien i Goku sprijatelje se. Na večeri Krilin ode po Gokuov štap i zmajevu kuglu, ali netko ga ubije... Nakon toga saznaju da je to djelo kralja Piccola. On pobijedi i učitelja Roshija i Chaotzua, ali na kraju borbe pobijedi ga Goku i oživio umrle prijatelje zmajevim kuglama. Uskoro Goku upoznaje g. Popa i Kamija koji je zaštitnik Zemlje i priča mu o tome kako je on prije bio jedna osoba s Piccolom. Goku trenira s njima za novi turnir da bi se mogao suočiti sa sinom kralja Piccola - Piccolom. Na turniru Goku i Piccolo pobjeđuju sve i ulaze u finale: Goku protiv Piccola. Imaju dugu borbu,ali na kraju Goku jedva pobijedi. Goku se oženi Chi-chi i žive sretno i veselo...

## Dragon Ball Z
Prošlo je pet godina od pobjede nad Piccolom. Goku živi sretan život s Chi-chi i sinom Gohanom. Na Zemlju dolazi njegov zločesti brat Raditz koji mu nudi mogućnost da mu se pridruži ili će u suprotnome ubiti sve na Zemlji uključujući i njegovu obitelj. Goku se pokušao suprotstaviti Raditzu, ali on je bio jači. Kako je Raditz uzeo malog Son Gohana (njegovog sina), dao mu je 12 sati da donese odluku ili će početi s ubijanjem. Gokuu se pridružuje njegov najveći neprijatelj iz djetinjstva: Piccolo i zajedno kreću u borbu protiv Raditza. Uspjeli su pobijediti Raditza, ali ta je borba zahtijevala žrtvu: Goku je izgubio život. Nakon što je Raditz poražen, dobili su informaciju da na Zemlju dolaze još 2 Saiyanca koja su mnogo jača od njega i da će ih oni uništiti. Mogli su učiniti samo jedno: udružiti se i skupiti Zmajeve kugle kako bi oživjeli Gokua. Piccolo se uhvatio treninga i s Gokuovim sinom Gohanom krenuo u pripremu protiv Saiyanaca koji će za točno 1 godinu doći na Zemlju. 
Kada Nappa i Vegeta dođu, prvo Nappa baci sjemenje koje izraste u bića zvana 栽培マン, Saibaiman. Branitelji Zemlje moraju ih prve poraziti što uspijevaju napraviti. Međutim, Nappa je iznimno jak i Chiaotzu, Tien i Piccolo stradaju. Tek je Goku, koji se vratio na Zemlju nakon napornog treninga kod Kralja Kaija, pravi suparnik za Nappu. Nakon što postane očito da je Goku prejak, Vegeta naređuje Nappi da se prestane boriti, no on to odbije i Goku ga ozlijedi toliko da Nappa ostane nepokretan. Vegeta ga zatim ubija. 

## Dragon Ball Super
Prošlo je 6 mjeseci od pobjede nad Majin Buu, vlada mir i počinje nova sezona Dragon Ball Super s 153 epizode od 23 minute. Goku je odlučio biti farmer kao podrška obitelji. Mir nije dugo trajao jer je Bog Uništenja Beerus, drugo najjače biće u 7. svijetu koji je imao anđela čuvara zvana Whis. Došli su na Zemlju u potrazi za Legendarnim Super Saiyanom God kojeg je imao u viziji i prijete da će, ako se ne pojavi, uništiti Zemlju. Goku dobije tu moć uz pomoć 5 Saiyana spojenih u krug: Gohan, Vegeta, Trunks, Goten i Videl jer je bila trudna i imala malu Sayanku Pan. Goku je, boreći se, pokazao veliku moć zvanu Super Saiyan God forme i, unatoč porazu, Beerus poštedi Zemlju. Nakon velikih zapleta, Goku i Vegeta sprijatelje se s Beerusom i krenu na jednogodišnji trening s njegovim čuvarom Whisom. Dok su oni vježbali, Friezina je vojska (Frieza, prvi veliki zlikovac protiv koga se Goku borio u Dragon Ball Z) tražila zmajeve kugle da ga ožive. Par mjeseca kasnije Frieza oživi, izgubi protiv Vegete i Gokua koji su imali Super Saiyan Blue formeu, a Frieza Gold formeu. Nakon još puno događaja, Goku i ostali otkrivaju od Whisa da postoji 12 univerzuma, a oni su u sedmom. U šestom univerzumu nalazio se Beerusov brat, Champa, koji je održao natjecanje u super zmajeve kugle koju baš bilo koju želju mogu zaželjeti. Unatoč pobijedi Gokua i ostalih, Beerus zaželi da Champa dobije Zemlju gdje ima predivne hrane. Goku kasnije napokon upozna Lorda Zeno koji je bio Omni-King svih univerzuma i mogao ih je izbrisati samo jednim pokretom ruke. Nakon svega toga iz budućnosti dođe Trunks s lošim vijestima. Zamasu, besmrtno biće ubijao je i skoro uništio Zemlju. Nakon duge borbe, poražen je i Trunks se vratio natrag u budućnost. Nedugo nakon, Lord Zeno održi tournament of power gdje će se onomu tko izgubi izbrisati univerzum, a onomu tko pobijedi dati pravo na jednu želju. Svi su bili ljuti na Gokua jer je on to predložio, ali samo da se bori, ne da se izbrišu univerzumi. Univerzum 7 pobijedi, Android 17 zaželi da se svi univerzumi vrate i svi su preživjeli. Goku je otključao novu moć. Ultra Instinct, ali nije Mastero pa s Vegetom ode trenirati k Whisu.